# Dudua eumenica
Dudua eumenica es una especie de mariposa del género Dudua, familia Tortricidae.
Fue descrita científicamente por Meyrick en 1929.